# Erik Lundberg
Erik Filip Lundberg (* 13. August 1907 in Stockholm; † 14. September 1987) war ein schwedischer Volkswirt und Ökonom. Er verfasste wichtige Werke in der Konjunkturtheorie.

## Leben
Lundberg studierte bei Gustav Cassel und gehörte der Schwedischen Schule der Nationalökonomie. Ab 1937 war er Mitarbeiter des dem schwedischen Finanzministerium untergeordneten Konjunkturinstituts, das er ab 1944 auch leitete. In dieser Zeit war er einer der engsten Vertrauten des Finanzministers Ernst Wigforss und gemeinsam mit diesem ein politischer Gegenspieler von Gunnar Myrdal, der ab 1945 Wirtschaftsminister Schwedens war.
Im Jahr 1962  trat er der von Friedrich Hayek gegründeten Mont Pelerin Society bei. Später wurde er Präsident der Schwedischen Reichsbank und Vorsitzender des Vergabekomitees für den von der Reichsbank gestifteten Nobelpreis für Wirtschaftswissenschaften. Außerdem war er 1973 bis 1976 Präsident der Königlich Schwedischen Akademie der Wissenschaften und Mitglied u. a. der British Academy (seit 1971) und der American Academy of Arts and Sciences (seit 1973).

## Lundberg-Lag
Das nach ihm benannte ökonomische Modell beschreibt die verzögerte Reaktion (time-lag) der Konsumgüterproduktion auf eine Veränderung der Konsumausgaben. Diese Annahmen basieren auf der Voraussetzung, dass die Unternehmer die Produktionsmenge für die laufende Periode an den Absatzzahlen der Vorperiode ausrichten.

## Ehrungen
- 1980: Bernhard-Harms-Preis des Instituts für Weltwirtschaft Kiel[3]